# Lönntjärnen
Lönntjärnen är en sjö i Ånge kommun i Medelpad och ingår i Ljungans huvudavrinningsområde. Sjön har en area på 0,229 kvadratkilometer och ligger 281 meter över havet.

## Delavrinningsområde
Lönntjärnen ingår i det delavrinningsområde (693588-150489) som SMHI kallar för Utloppet av Borgsjön. Medelhöjden är 226 meter över havet och ytan är 33,03 kvadratkilometer. Räknas de 619 avrinningsområdena uppströms in blir den ackumulerade arean 6 143,12 kvadratkilometer. Avrinningsområdets utflöde Ljungan mynnar i havet. Avrinningsområdet består mestadels av skog (57 procent) och öppen mark (15 procent). Avrinningsområdet har 4,85 kvadratkilometer vattenytor vilket ger det en sjöprocent på 14,7 procent. Bebyggelsen i området täcker en yta av 0,23 kvadratkilometer eller 1 procent av avrinningsområdet.